# Cidadania
Cidadania, voorheen Partido Popular Socialista, afgekort PPS (Nederlands: Socialistische Volkspartij) is een politieke partij in Brazilië.
De partij is ontstaan uit het besluit van de nationale uitvoerende macht van de Braziliaanse Communistische Partij (PCB) om de partij te ontbinden en daarna werd de nieuwe partij opgericht. De oprichting vond plaats in 1992 en permanent geregistreerd op 19 maart 1992. De belangrijkste programmatische aspecten zijn de "democratische radicalisme", een nieuwe definitie van het socialisme, op basis van het humanisme en internationalisme, wat de partij voor sommige classificeert als verdediger van de sociaaldemocratie.

## Verkiezingsresultaten

### Parlementsverkiezingen
| Kamer                                                               | Kamer     | Kamer      | Kamer      | Kamer  | Kamer  | Senaat    | Senaat     | Senaat     | Senaat  | Senaat   | Senaat |
| Jaar                                                                | Stemmen   | Stemmen    | Stemmen    | Zetels | Zetels | Stemmen   | Stemmen    | Stemmen    | Zetels  | Zetels   | Zetels |
| Jaar                                                                | Aantal    | Percentage | Percentage | Aantal | +/-    | Aantal    | Percentage | Percentage | Gekozen | +/-      | Totaal |
| Jaar                                                                | Aantal    | %          | +/-        | Aantal | +/-    | Aantal    | %          | +/-        | Gekozen | +/-      | Totaal |
| ------------------------------------------------------------------- | --------- | ---------- | ---------- | ------ | ------ | --------- | ---------- | ---------- | ------- | -------- | ------ |
| Partido Popular Socialista                                          |           |            |            |        |        |           |            |            |         |          |        |
| 2006                                                                | 3.630.462 | 3,90       | –          | 21     | –      | 1.232.571 | 1,50       | –          | 1       | –        | 1      |
| 2010                                                                | 2.536.809 | 2,60       | -1,30      | 12     | -9     | 6.766.517 | 4,00       | 2,50       | 1       | Stabiel  | 1      |
| 2014                                                                | 1.955.689 | 2,00       | -0,60      | 10     | -2     | 0         | 0,00       | -4,00      | 0       | Stabiel  | 1      |
| 2018                                                                | 1.590.084 | 1,60       | -0,40      | 8      | -2     | 2.954.800 | 1,70       | 1,70       | 2       | Gestegen | 2      |
| Cidadania                                                           |           |            |            |        |        |           |            |            |         |          |        |
| 2022                                                                | 1.614.106 | 1,47       | -0,13      | 5      | -3     | 0         | 0,00       | -1,70      | 0       | Gedaald  | 0      |
| Bron: Wikipedia - Braziliaanse parlementsverkiezingen 2006 t/m 2022 |           |            |            |        |        |           |            |            |         |          |        |

### Statenverkiezingen
Er werden geen Cidadania-kandidaten gekozen voor het gouverneurschap tijdens de Statenverkiezingen van 2022.

### Gemeentelijke verkiezingen
Bij de gemeentelijke verkiezingen van 2020 werden 139 burgemeesters en 1585 gemeenteleden gekozen voor Cidadania.

Cidadania-burgemeester
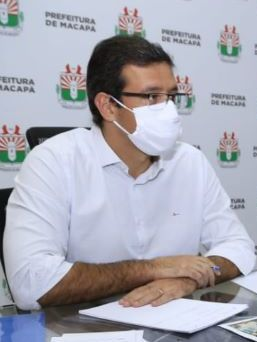
Antônio Furlan Burgemeester van Macapá (2021-heden)

## Bekende leden
- Itamar Franco (PPS)